# Maximilian Hadik
Maxmilián hrabě Hadik z Futaku (maďarsky Futaki gróf Hadik Miksa János Béla, německy Maximilian Johann Adalbert Graf Hadick von Futak; 23. února 1868 Pavlovce nad Uhom – 26. září 1921 Budapešť) byl uherský šlechtic a rakousko-uherský diplomat. Od mládí působil v diplomatických službách, byl rakousko-uherským vyslancem v Mexiku (1909–1911) a ve Švédsku (1912–1918).

## Životopis

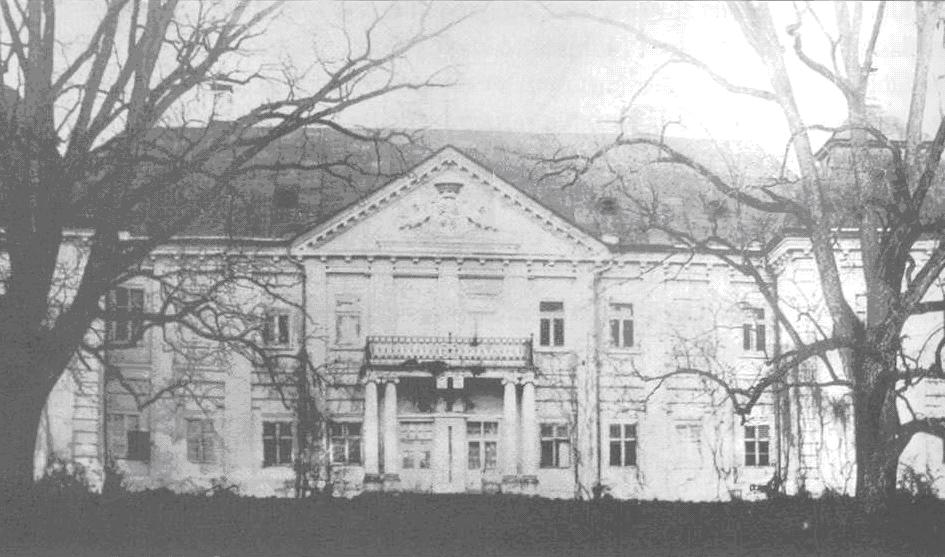
Zámek Pavlovce nad Uhom, rodiště Maxmiliána Hadika

Pocházel ze šlechtické rodiny Hadiků, narodil se na rodovém sídle v Pavlovcích nad Uhom na východním Slovensku (zámek dnes již neexistuje). Byl čtvrtým synem kontradmirála hraběte Bély Hadika (1822–1885) a jeho manželky Ilony, rozené hraběnky Barkóczyové (1833–1887). Jméno Maxmilián obdržel po popraveném arcivévodovi Maxmiliánovi, v jehož službách otec působil jako nejvyšší komorník. Po studiích vstoupil do státních služeb a začínal jako úředník na uherském ministerstvu spravedlnosti, v roce 1893 byl jmenován c. k. komořím. Krátce poté přešel do diplomatických služeb a začínal jako attaché v Londýně. Poté působil na několika dalších diplomatických zastoupeních (Drážďany, Brusel, Athény) a postupoval v hodnostech. V letech 1909–1911 byl rakousko-uherským vyslancem v Mexiku a nakonec vyslancem ve Švédsku (1912–1918). Po zániku monarchie odešel do výslužby a krátce poté zemřel v Budapešti.
Byl čestným rytířem Maltézského řádu a nositelem Řádu Františka Josefa a Válečného kříže za občanské zásluhy. Vzhledem k dlouholeté diplomatické službě získal také několik vyznamenání v zahraničí. Byl důstojníkem belgického Leopoldova řádu, rytířem řeckého Řádu Spasitele, nositelem papežského Řádu sv. Silvestra, několik vyznamenání získal také v Bavorsku a Sasku.
Jeho nejstarší bratr Endre Hadik-Barkóczy (1862–1931) byl aktivním politikem a v letech 1917–1918 předsedou Sněmovny magnátů. Další bratr János (1863–1933) byl také aktivním politikem a před rozpadem monarchie krátce uherským předsedou vlády.